# 東京人 (雑誌)
『東京人』（とうきょうじん）は1986年に創刊された雑誌。創刊時、発行は財団法人東京都文化振興会、発売は教育出版株式会社。創刊時の発行人は貫洞哲夫、編集人は粕谷一希。創刊当初は季刊。その後隔月刊になり現在は月刊。最近は増刊号も多数出版されている。

## 概要
現在は都市出版が発行する東京都を紹介する月刊誌。米老舗誌「ザ・ニューヨーカー」をモデルとする。キャッチフレーズは「都市を味わい、都市を批評し、都市を創る」。
創刊号の巻頭は、篠山紀信の手によるグラビア「千の貌（かお）をもつ巨人」。皇居初参賀、明治神宮・初詣、原宿駅前、浅草寺の羽子板市、新宿西口、上野アメヤ横丁、秋葉原電気街……と昔も今も東京を代表する街角を切り抜いている。特集は東京の象徴隅田川。
現在も、東京の歴史・文化・風俗・建築物・文学・風景など取り上げている。
編集長は、高橋栄一。編集委員に川本三郎、陣内秀信、森まゆみ。評論家・坪内祐三が編集者として在籍したことで知られている。